# Motyčanka
Motyčanka je přírodní památka poblíž obce Mosty u Jablunkova v okrese Frýdek-Místek. Chráněné území spravuje AOPK ČR –Správa CHKO Beskydy.

## Předmět ochrany
Důvodem ochrany je mokřadní louka s typickými prvky vegetace jako ojedinělá a vzácná v této oblasti.